# Sericoptera chiffa
Sericoptera chiffa là một loài bướm đêm trong họ Geometridae.